# Шоппен, Рене
Рене Шоппен (фр. René Choppin; 1537, Ле Баэль — 2 февраля 1606, Кашан рядом с Парижем) — французский юрист.

## Биография
Происходил из бургундской семьи из Анжу. Юридическое образование получил в Париже, защитил диссертацию на соискание степени доктора права в Орлеане 22 мая 1554 года (работа была посвящена торговому праву), после чего некоторое время был адвокатом в Париже. В 1560 году был избран депутатом в генеральные штаты. За сочинение «De Domanio Franciae» король Генрих III возвёл Шоппена в дворянское достоинство. В смутное время после смерти Генриха III Шоппен стоял на стороне лигистов.
Главные работы его авторства:
- «De privilegiis rusticorum libri tres» (Париж, 1575);
- «De sacra politia forensi» (Париж, 1577);
- «De civilibus Parisiorum moribus institutis libri tres» (там же, 1613);
- «Monasticon, seu de jure coenobiorum libri duo» (там же, 1601) и другие.
- Собрание его сочинений «Renati Chopini Opera» издано в Париже в 1609 году (перевод Торне, 1635 и 1662 годы).